# Roberto Rodríguez Fernández
Roberto Rodríguez Fernández, detto El Vaquerito (Morón, 7 luglio 1935 – Santa Clara, 30 dicembre 1958), è stato un rivoluzionario e guerrigliero cubano, partecipò come guerrigliero alla rivoluzione cubana ottenendo il grado di capitano.

## Biografia
Roberto Rodríguez Fernández era un contadino povero che si unì giovanissimo alla guerriglia di Fidel Castro, che lo assegnò alla colonna 8 "Ciro Redondo" guidata da Che Guevara. Dopo averlo conosciuto il Che rimase impressionato dalle sue qualità militari tanto che lo nominò, nonostante la giovane età, a capo del Plotone Suicida: un gruppo di impavidi soldati che tentavano le azioni più pericolose.
Arrivato nella Sierra Maestra, egli ricevette da un contadino un cappello e un paio di stivali messicani, i Vaqueri: egli se ne affezionò e l'indossò sempre per tutto il resto della sua vita, donde il soprannome di El Vaquerito.
Fu uno dei protagonisti della battaglia di Santa Clara: la sua intrepida azione fu uno dei principali motivi della vittoria dei castristi, seconda forse solo al genio tattico del Che. Avendo saputo che Fulgencio Batista stava inviando armi e munizioni alle truppe a lui fedeli tramite un treno che viaggiava in una zona collinare, El Vaquerito con il suo Plotone Suicida attaccò le colline e spazzò via le linee nemiche con un'audace azione supportata da un massiccio utilizzo di bombe a mano e il convoglio fu costretto a cambiare direzione spostandosi nel centro della città, diventando più facilmente catturabile per i ribelli.
El Vaquerito partecipò inoltre agli assalti di numerosi altri edifici come la caserma 31, il carcere, il Tribunale, il Palazzo del Governo Provinciale, il Grand Hotel e la stazione di polizia: proprio in quest'ultima circostanza venne ucciso. Quando lo seppe, Che Guevara disse "è come se mi avessero ucciso cento uomini".
Sempre secondo il Che durante la battaglia di Santa Clara egli "giocò con la morte un'infinità di volte nella lotta per la libertà" e il medico argentino fece di tutto per ricordarne la figura: la caserma in cui perì fu ribattezzata El Vaquerito in suo onore.
| Controllo di autorità | VIAF (EN) 9001948 · LCCN (EN) n90621516 |